# Гаргаванк
Гаргаванк (арм. Ղարղավանք; также известен как церковь Зоравор, арм. Զորավոր եկեղեցի и Св. Теодорос арм. Սբ. Թեոդորոս) — разрушенный армянский храм VII века, расположенный на окраине села Зораван Котайкского района, у подножия горы Араилер, Армения.

## История
Период строительства Гаргаванка принято считать второй половиной VII века. Он был построен князем Армении Григором Мамиконяном с 662 по 685 годы в период арабского халифата.
Ованес Драсханакертци свидетельствует, что Гаргаванк был построен после возведения церкви Аручаванк.
Церковь представляет собой центрально-планированный четырехконховый тетраконх с восемью полукруглыми апсидами, расходящимися от внутреннего восьмиугольного пространства. Внутри церкви сохранились следы настенной росписи.

## Фотогалерея

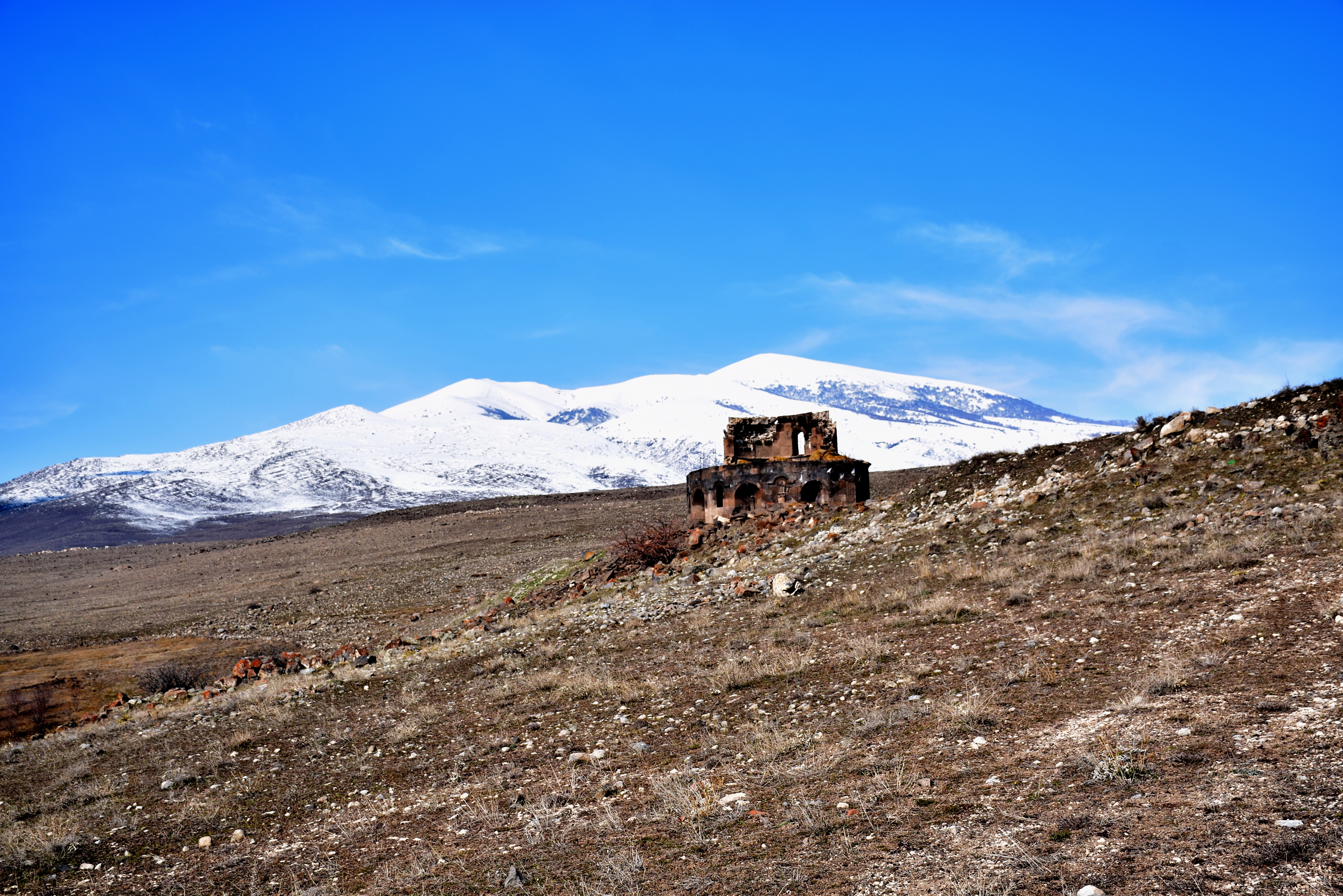
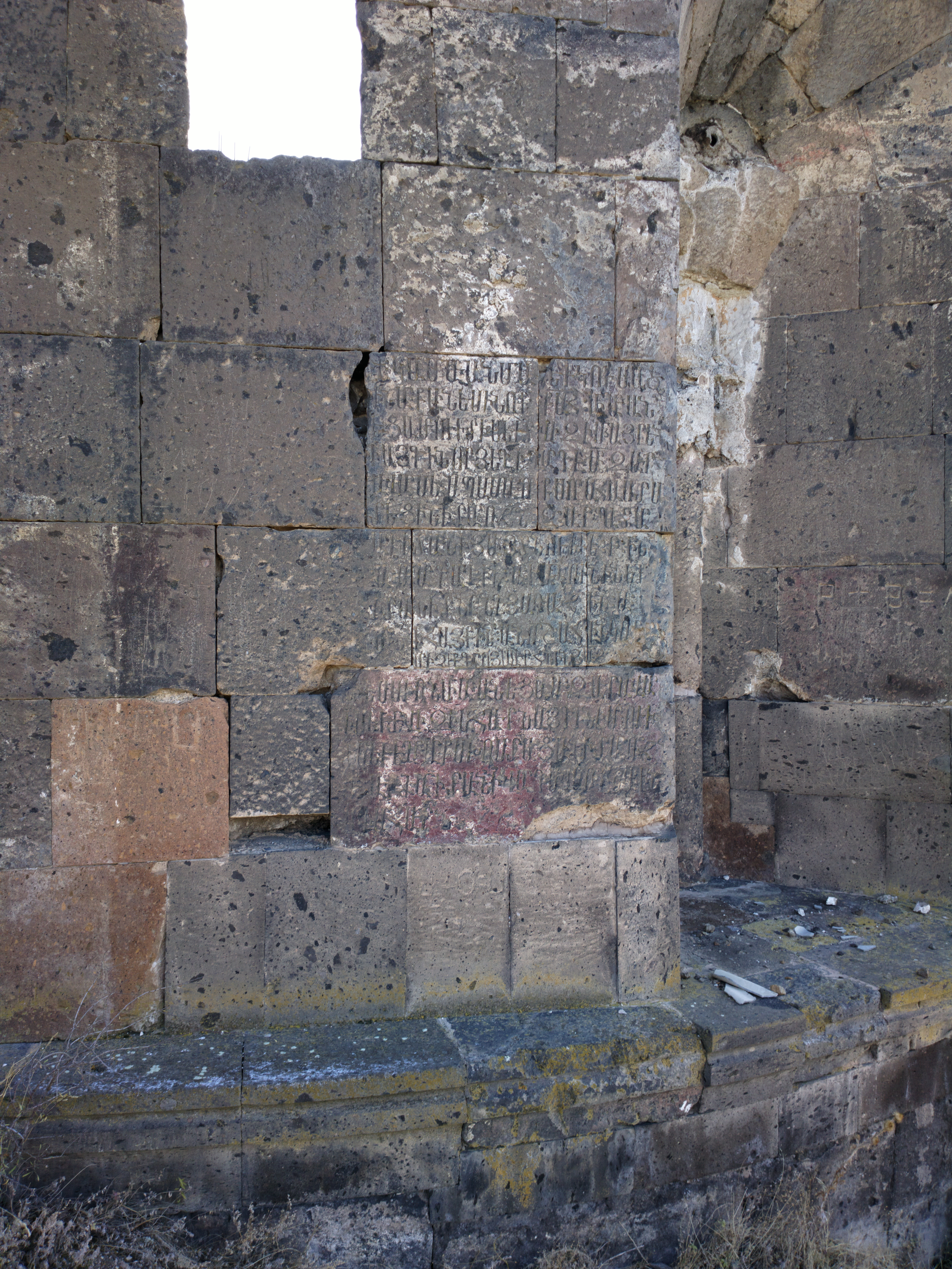
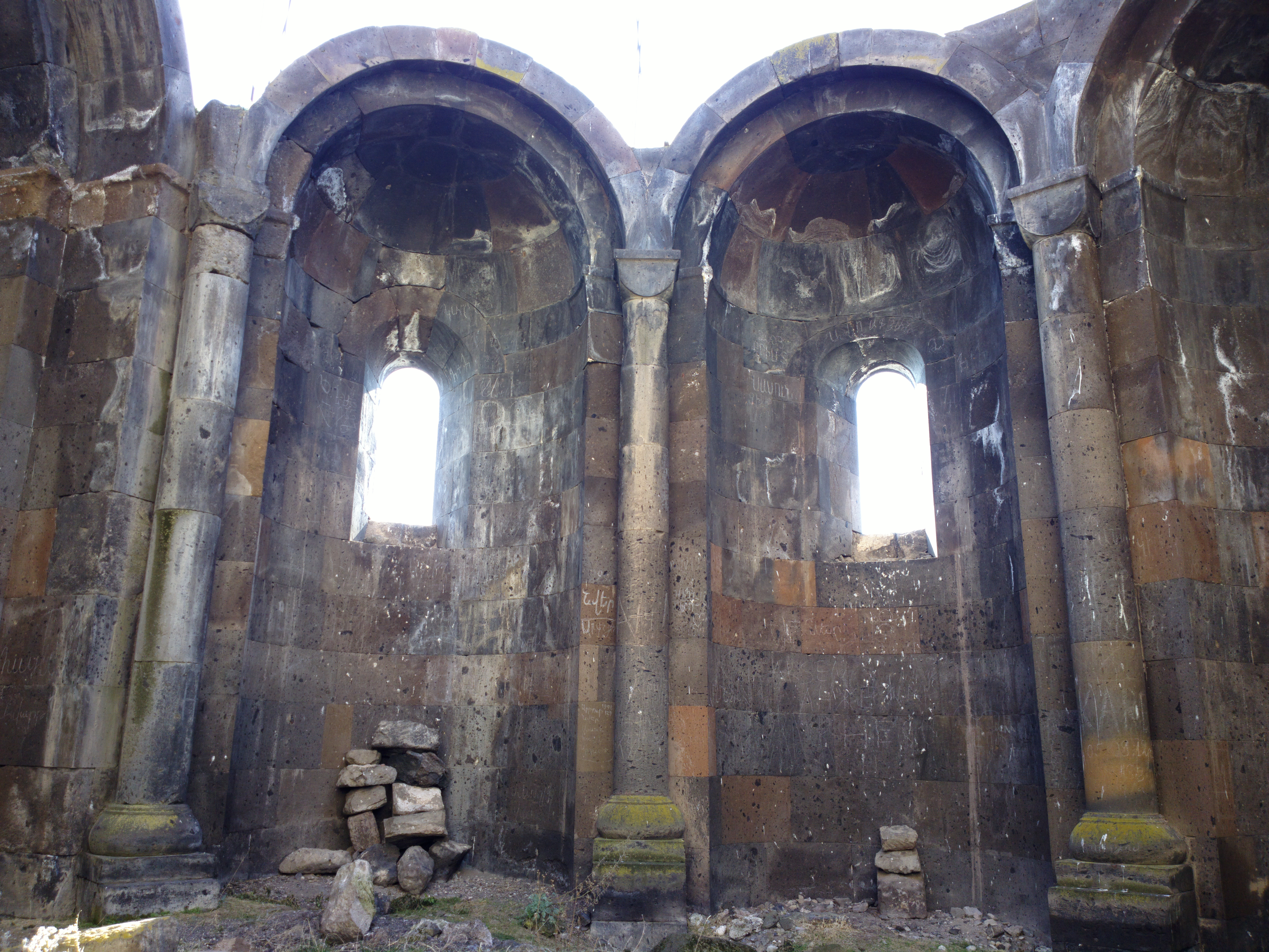
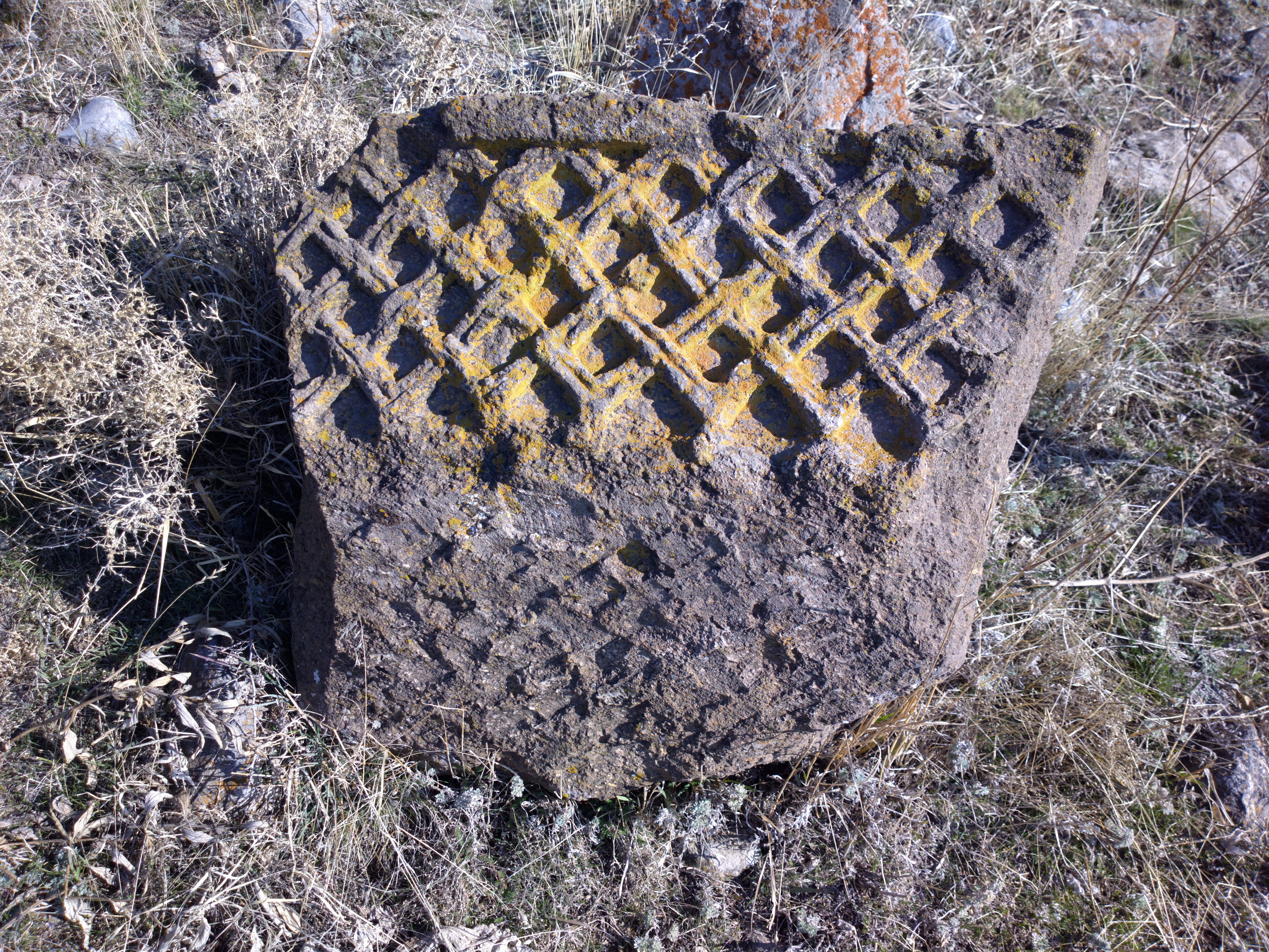
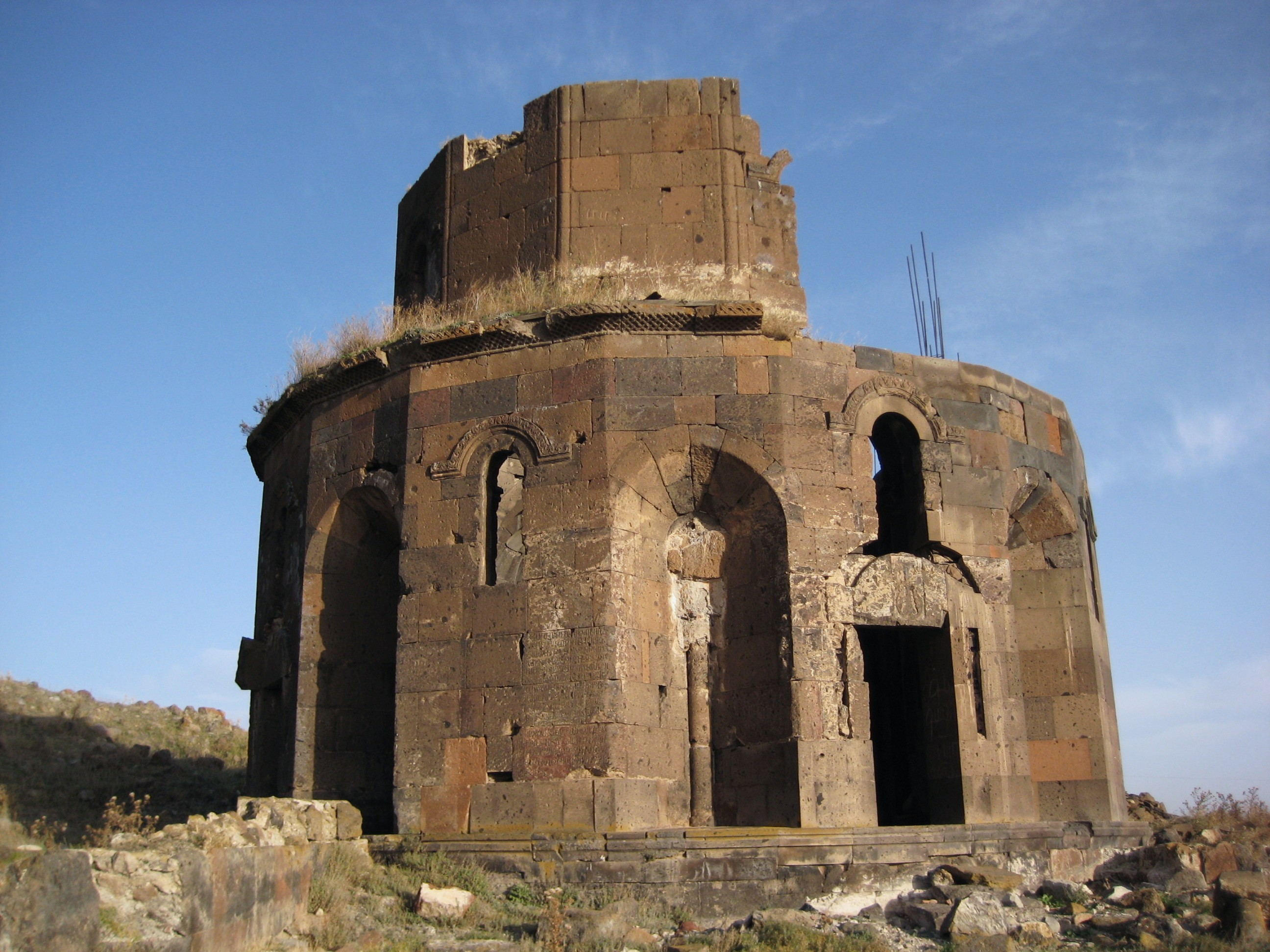
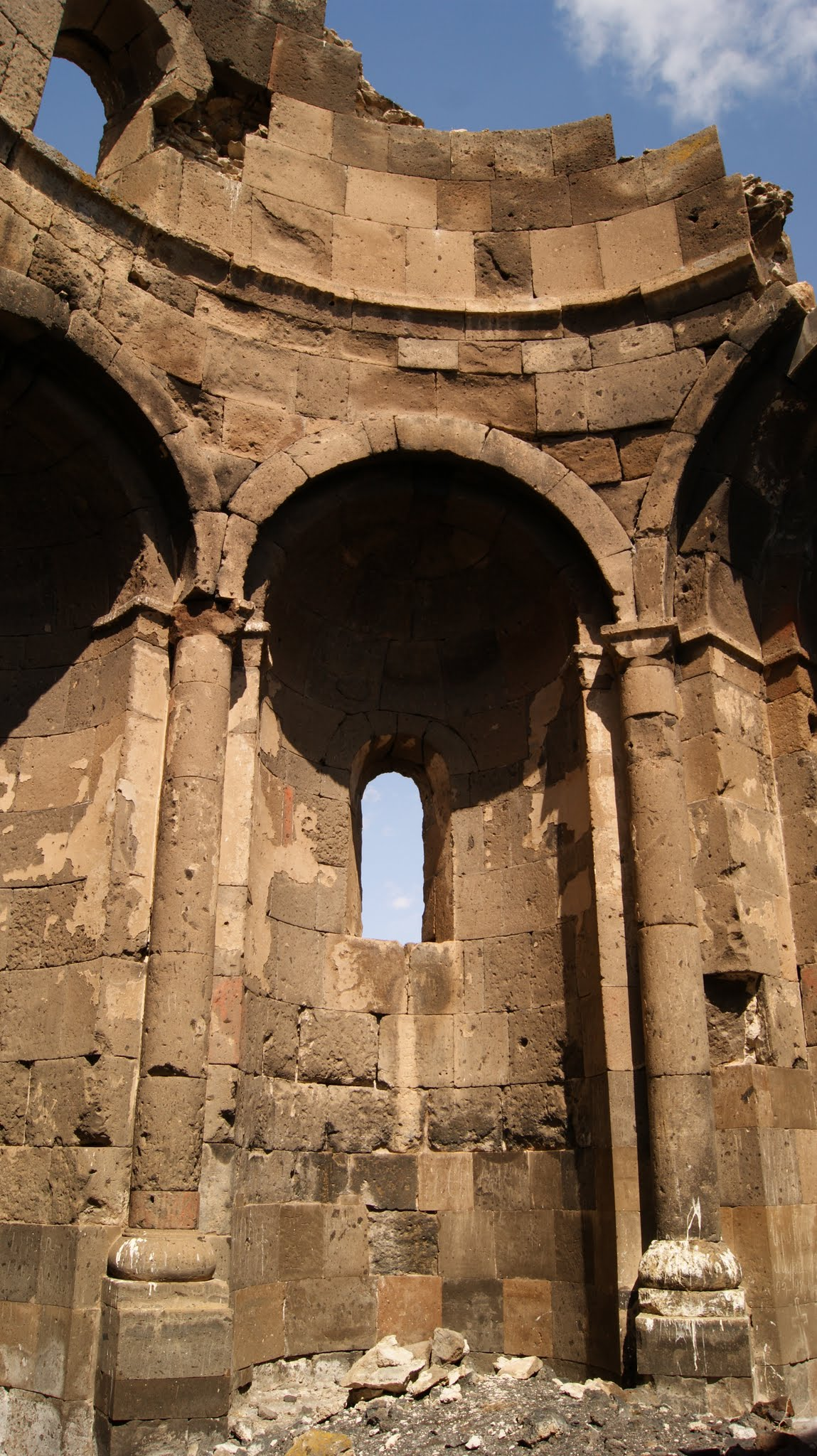